# Bedford (Royaume-Uni)
Pour les articles homonymes, voir Bedford.
Bedford est une ville d'Angleterre, au Royaume-Uni. Elle est le chef-lieu du comté de Bedfordshire, dans le district de Bedford. Sa population est de 82 488 habitants, dont 19 440 résident dans la ville voisine de Kempston. L'agglomération de Bedford a 147 911 habitants.

## Histoire
Bedford a été le centre d'une foire depuis le début du Moyen Âge. Henri II Plantagenêt lui a conféré une charte en 1166. Son château a été rasé en 1224.
Au XXIe siècle, proche de Milton Keynes, Bedford devint l'une des communes les plus importantes qui accueillent les immigrants. Un établissement, Yarl's Wood Immigration Removal Centre, fut créé dans la banlieue de Bedford.
En mai 2021, Bedford connut ses clusters du Covid Delta, devenant l'une des premières communes européennes touchées par ce variant,.

## Personnalités
- Bedford est la ville natale d'Harold Abrahams (1899-1978), champion olympique sur 100 m. aux Jeux olympiques de Paris en 1924, personnage central du film de Hugh Hudson Les Chariots de feu.
- Tim Foster (1970-), champion olympique d'aviron.

## Jumelage
- Bamberg (Allemagne) depuis 1971